# Сиони (Казбегский муниципалитет)
Сиони (груз. სიონი) — село в Грузии, на территории Казбегского муниципалитета края (мхаре) Мцхета-Мтианети.

## География
Село находится в северо-восточной части Грузии, на левом берегу реки Терхена, вблизи места впадения её в реку Терек, на расстоянии приблизительно 6 километров (по прямой) к юго-западу от посёлка городского типа Степанцминда, административного центра муниципалитета. Абсолютная высота — 1872 метра над уровнем моря.

## Население
По результатам официальной переписи населения 2014 года в Сиони проживало 325 человек (157 мужчин и 168 женщин). В национальной структуре населения грузины составляли 99,4 %.
| Год  | Население, человек |
| ---- | ------------------ |
| 2002 | 384                |
| 2014 | ↘ 325              |